# Tirrena-Adriàtica 1975
La Tirrena-Adriàtica 1975 va ser la 10a edició de la Tirrena-Adriàtica. La cursa es va disputar en cinc etapes, la segona dividida en dos sectors i la darrera la tradicional contrarellotge individual pels carrers de San Benedetto del Tronto, entre el 12 i el 16 de març de 1975, amb un recorregut final de 816 km.
El vencedor de la cursa, per quart any consecutiu, fou el belga Roger de Vlaeminck (Brooklyn), que s'imposà en la general al noruec Knut Knudsen (Jolly Ceramica), segon també en l'edició anterior, i l'italià Wladimiro Panizza (Brooklyn).

## Etapes
| Etapa | Data       | Recorregut                            | Km    | Vencedor d'etapa                              | Líder de la general      |
| ----- | ---------- | ------------------------------------- | ----- | --------------------------------------------- | ------------------------ |
| 1a    | 12 de març | Santa Marinella - Fiuggi Alta         | 195,0 | Walter Planckaert (BEL)                       | Walter Planckaert (BEL)  |
| 2a A  | 13 de març | Frosinone - Frascati                  | 95,0  | Roger de Vlaeminck (BEL)                      | Walter Planckaert (BEL)  |
| 2a B  | 13 de març | Frascati - Monte Livata               | 84,0  | Italo Zilioli (ITA)                           | Italo Zilioli (ITA)      |
| 3a    | 14 de març | Subiaco - Tortoreto                   | 237,0 | Patrick Sercu (BEL)                           | Italo Zilioli (ITA)      |
| 4a    | 15 de març | Tortoreto - Civitanova Marche         | 187,0 | Roger de Vlaeminck (BEL)                      | Wladimiro Panizza (ITA)  |
| 5a    | 16 de març | S.B del Tronto - S.B del Tronto (CRI) | 18,0  | Roger de Vlaeminck (BEL) · Knut Knudsen (NOR) | Roger de Vlaeminck (BEL) |

## Classificació general
|    | Ciclista                 | Equip          | Temps       |
| -- | ------------------------ | -------------- | ----------- |
| 1  | Roger de Vlaeminck (BEL) | Brooklyn       | 21h 34' 38" |
| 2  | Knut Knudsen (NOR)       | Jolly Ceramica | + 19"       |
| 3  | Wladimiro Panizza (ITA)  | Brooklyn       | + 48"       |
| 4  | Francesco Moser (ITA)    | Filotex        | + 1' 01"    |
| 5  | Felice Gimondi (ITA)     | Bianchi        | + 1' 09"    |
| 6  | Frans Verbeeck (BEL)     | Maes-Watney    | + 1' 15"    |
| 7  | Giancarlo Polidori (ITA) | Furzi-F.T.     | + 1' 34"    |
| 8  | Enrico Paolini (ITA)     | Scic           | + 2' 08"    |
| 9  | Hennie Kuiper (NED)      | Frisol         | + 2' 11"    |
| 10 | Alfredo Chinetti (ITA)   | Furzi-F.T.     | + 2' 15"    |